# Bolesławin
Bolesławin (prononciation : [bɔlɛˈswavin]) est un village polonais de la gmina de Tarnogród dans le powiat de Biłgoraj de la voïvodie de Lublin dans l'est de la Pologne.
Il se situe à environ 7 kilomètres au sud-est de Tarnogród (siège de la gmina), 27 kilomètres au sud de Biłgoraj (siège du powiat) et 105 kilomètres au sud de Lublin (capitale de la voïvodie).

## Histoire
De 1975 à 1998, le village est attaché administrativement à la voïvodie de Zamość.

Depuis 1999, il fait partie de la voïvodie de Lublin.